# Берта Швабская
Бе́рта Шва́бская (нем. Berta von Alamannien, фр. Berthe de Souabe; октябрь 907 — после 2 января 966) — королева Италии в 922—926 годах, королева Нижней Бургундии и Арелата (Верхней Бургундии) с 933 года. В 937 году стала королевой Ломбардии. Жена королей Рудольфа II с 922 года и Гуго I Арльского с 937 года.

## Биография

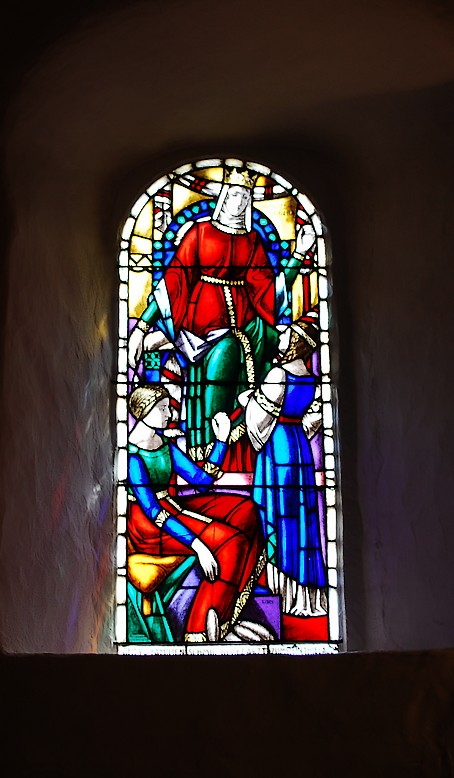
Витраж в церкви города Виммис с изображением Берты Швабской

Дочь Бурхарда II, герцога Швабии в 917—926 годах, и его жены Регелинды.
В 922 году вышла замуж за Рудольфа II, короля Италии в 922—926 годах и короля Нижней Бургундии и Верхней Бургундии в 933—937 годах.

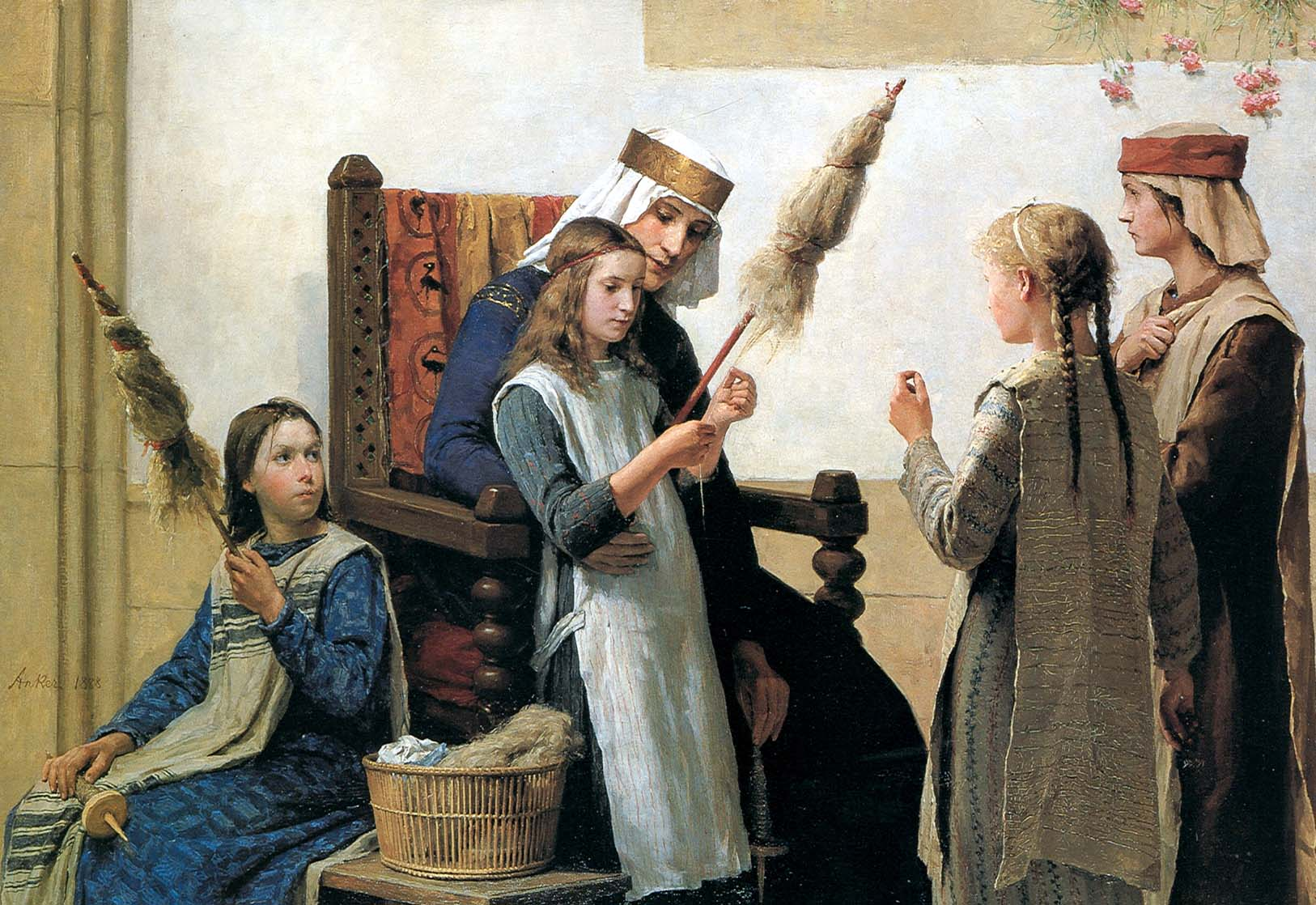
Альберт Анкер. «Королева Берта со своими пряхами» (1888)

В ноябре 926 года в Вормсе Рудольф II передал Копьё Лонгина Генриху I Птицелову, первому королю Германии, с которым вёл войну за подчинение Швабии. В 933 году Рудольф II отказался от притязаний на Италию и получил от Гуго Арльского престол Нижней Бургундии.
Рудольф II и Берта Швабская построили много церквей в Западной Швейцарии. После смерти Рудольфа II в 937 году Берта некоторое время жила при дворе его сына и наследника Конрада I, короля Бургундии.
12 декабря 937 года она стала четвёртой женой Гуго Арльского из династии Бозонидов. Жила преимущественно в своём замке, так как её второй муж имел много любовниц и бастардов.
Через 10 лет — в 947 году — Гуго Арльский умер. Брак Берты с ним был бездетным.
По сохранившимся данным, Берта жила в неустановленном месте севернее Альп. Умерла и похоронена в монастырской церкви города Пайерн (в современном швейцарском кантоне Во).
Берта Швабская вошла в историю франкоязычной части Швейцарии как легендарная, добрая королева (La reine Berthe, Berta die Spinnerin) и хорошая хозяйка. Она была одной из создателей кантона Во, административным центром которого теперь является Лозанна. Лечила людей и почиталась как святая. С XVII века сохранилась поговорка: «В те времена, когда королева Берта пряла пряжу».

## Дети
- Юдит
- Людовик
- Конрад I Тихий (ок. 925 — 19 октября 993), король Бургундии с 937 года
- Бушар (умер 23 июня 957/959), архиепископ Лиона с 949 года
- Адельгейда (Аделаида) (ок. 931 — 16 декабря 999), королева Италии и императрица Священной Римской империи; 1-й муж: с 947 года — Лотарь II (926 — 22 ноября 950), король Италии; 2-й муж: с 951 года — Оттон I Великий (23 ноября 912 — 7 мая 973), король Германии и император Священной Римской империи
- Рудольф (937/938 — 26 января 973), граф в Эльзасе, вероятный родоначальник Рейнфельденского дома